# Lijst van Turijners
Dit is een alfabetische lijst van Turijners. Het gaat om personen die in de Italiaanse stad Turijn werden geboren en een artikel hebben op Wikipedia.

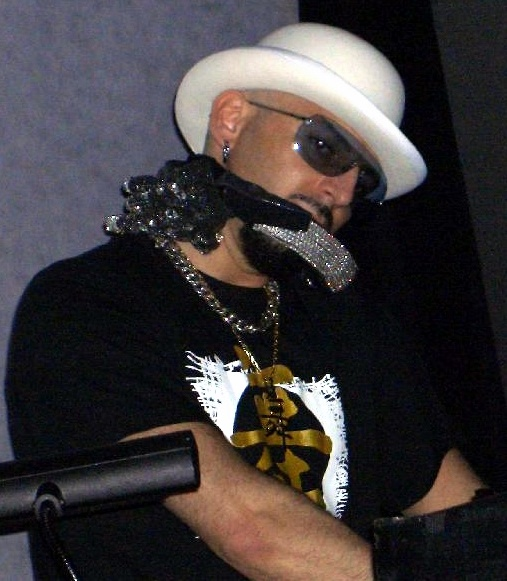
DJ Gigi d'Agostino (1967)

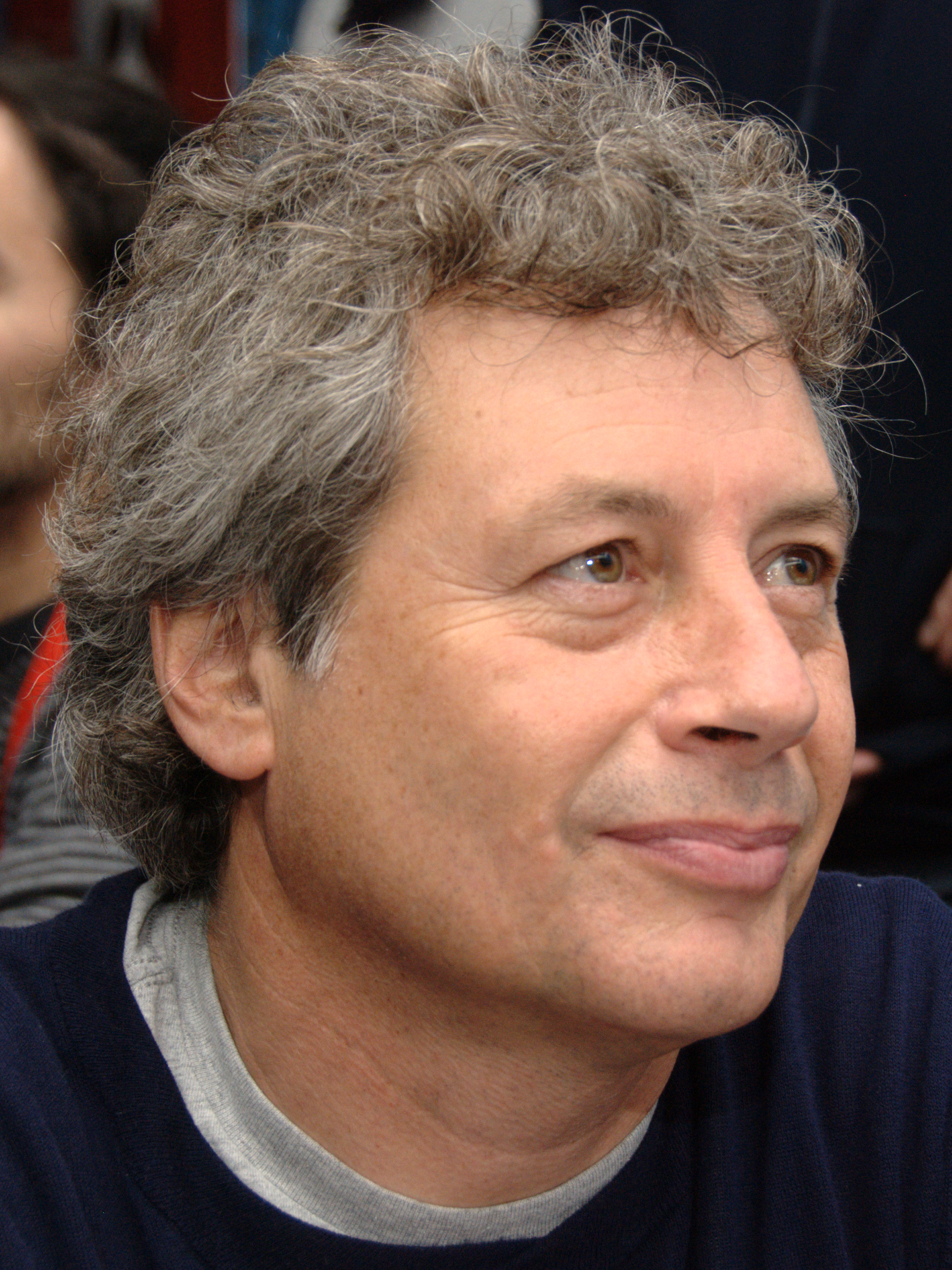
Auteur Alessandro Baricco (1958)

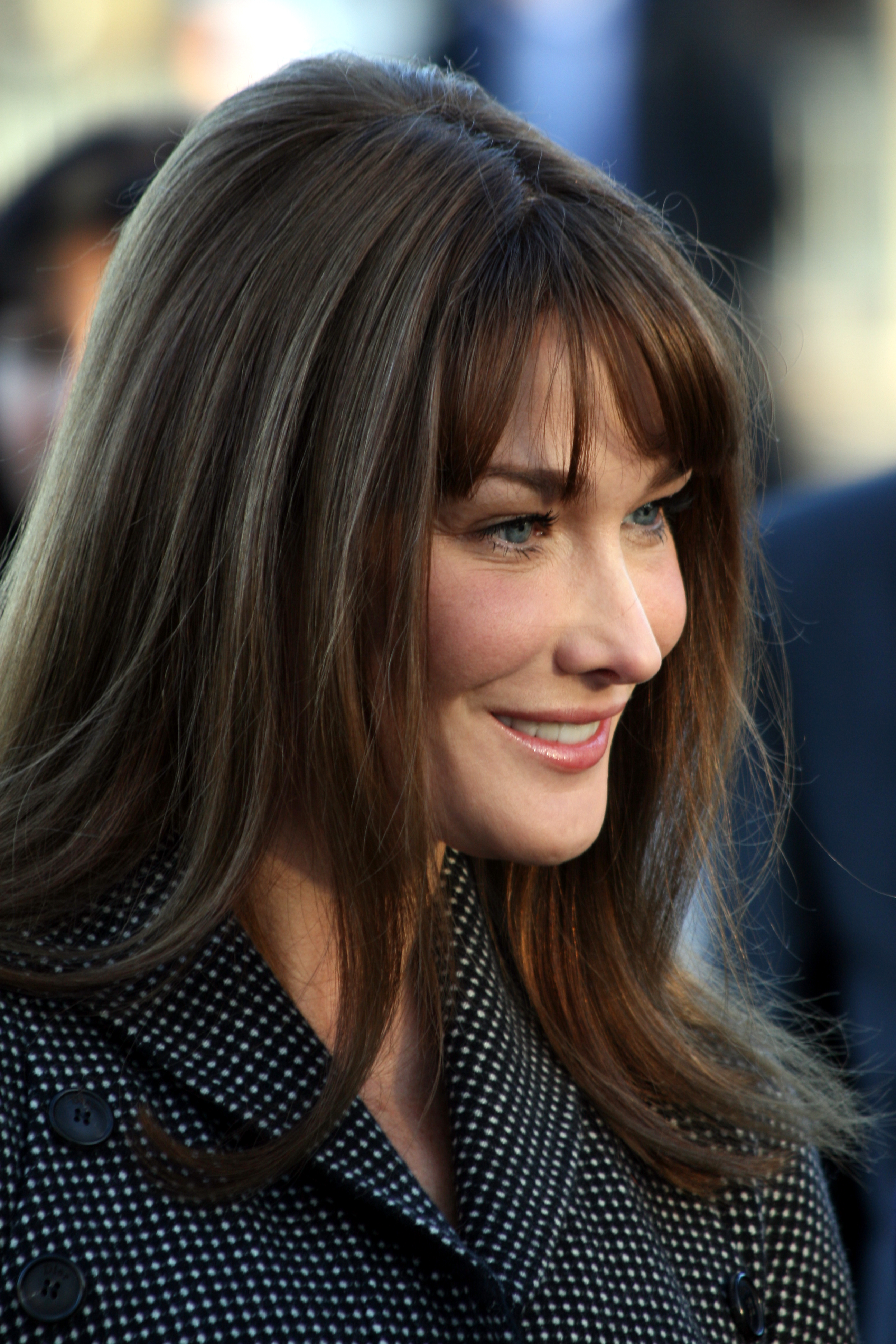
Model en zangeres Carla Bruni (1967)

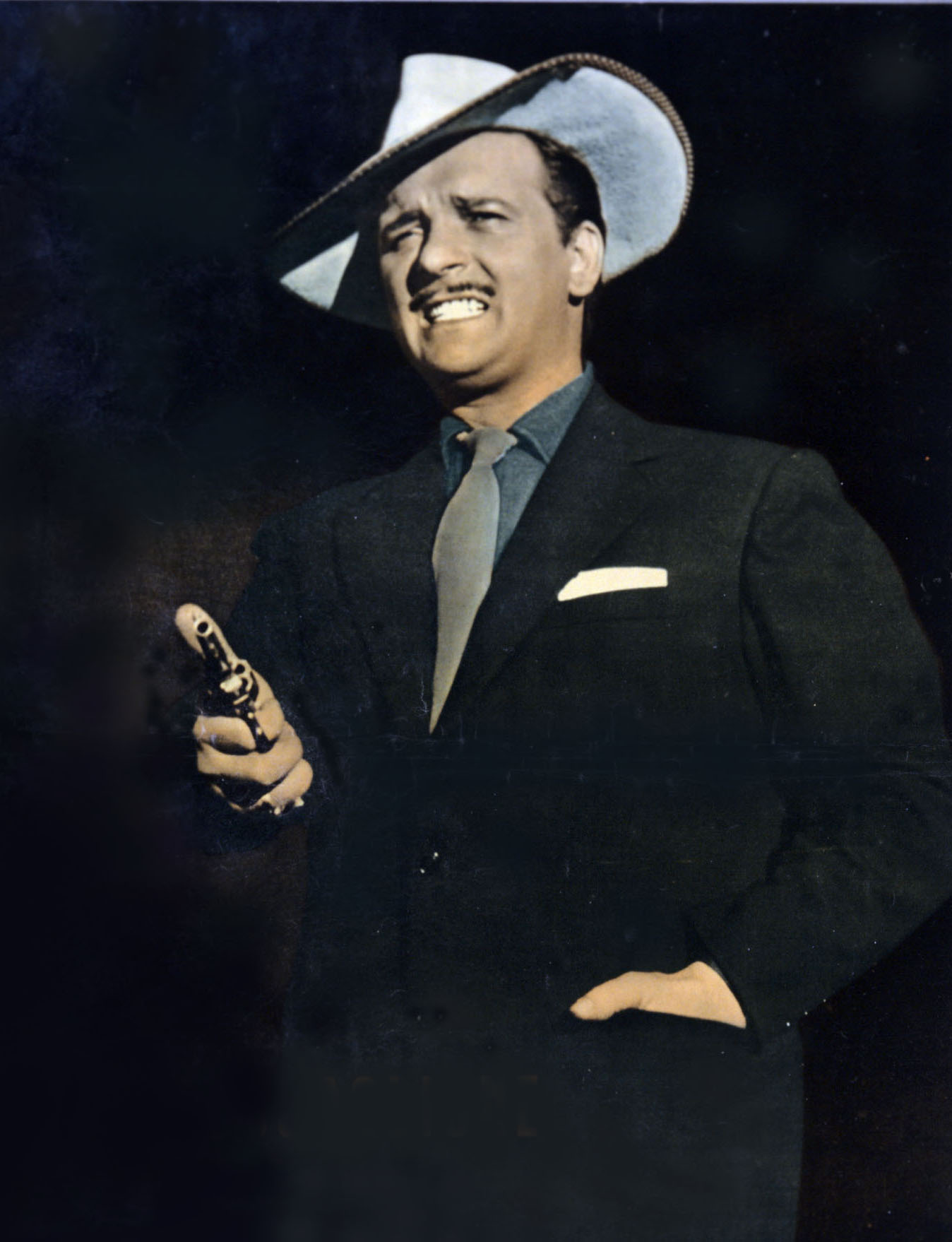
Zanger en acteur Fred Buscaglione (1921-1960)

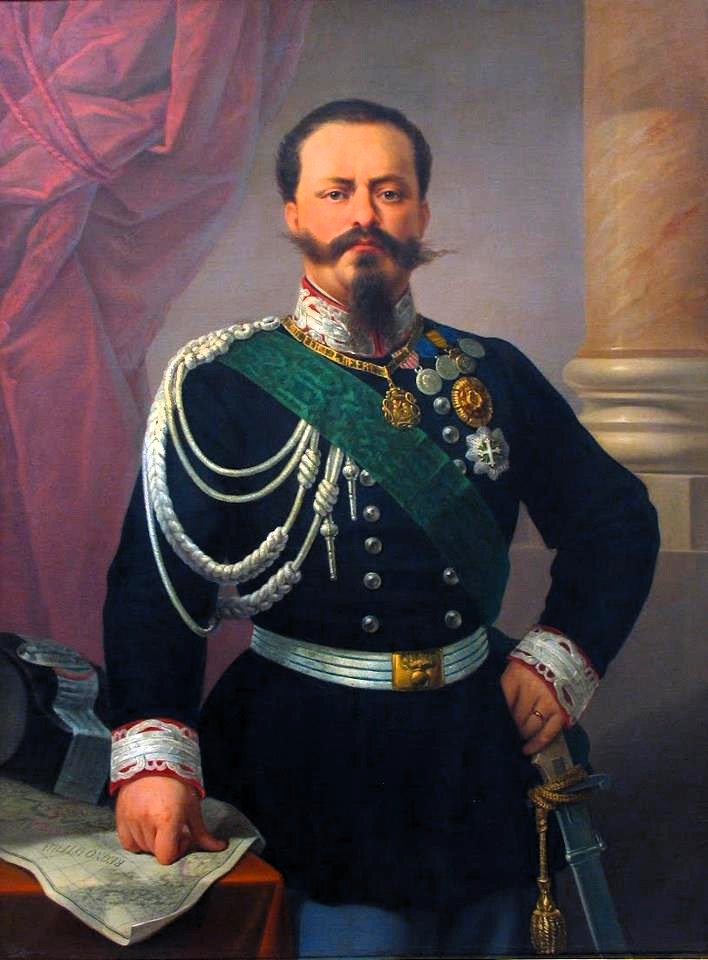
Koning Victor Emanuel II (1820-1878)

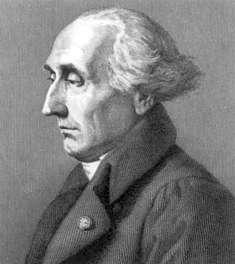
Wiskundige Joseph-Louis Lagrange (1736-1813)

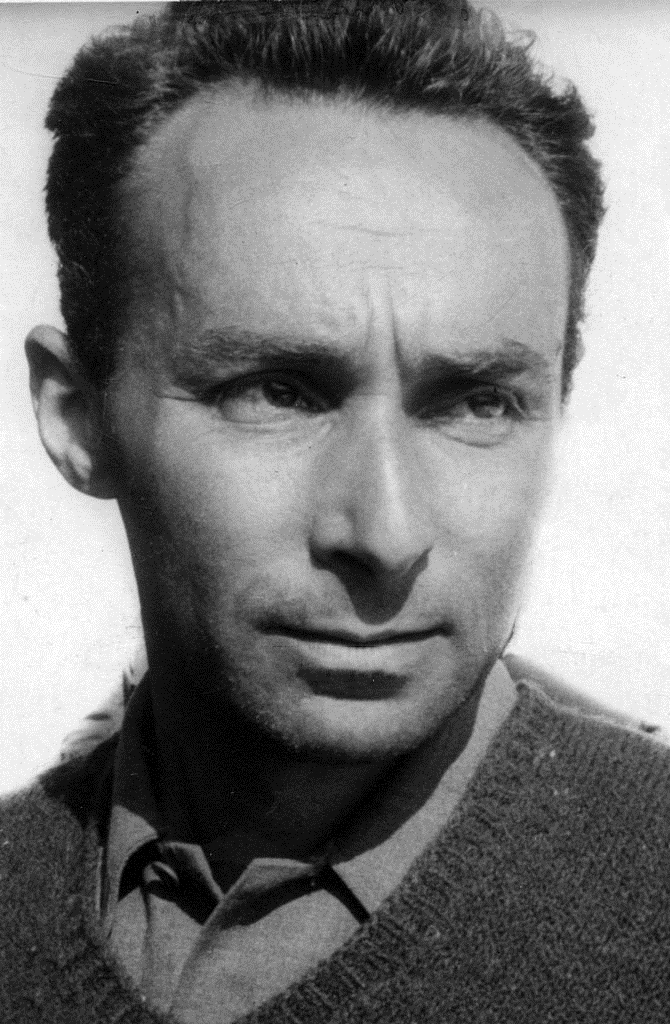
Schrijver Primo Levi (1919-1987)

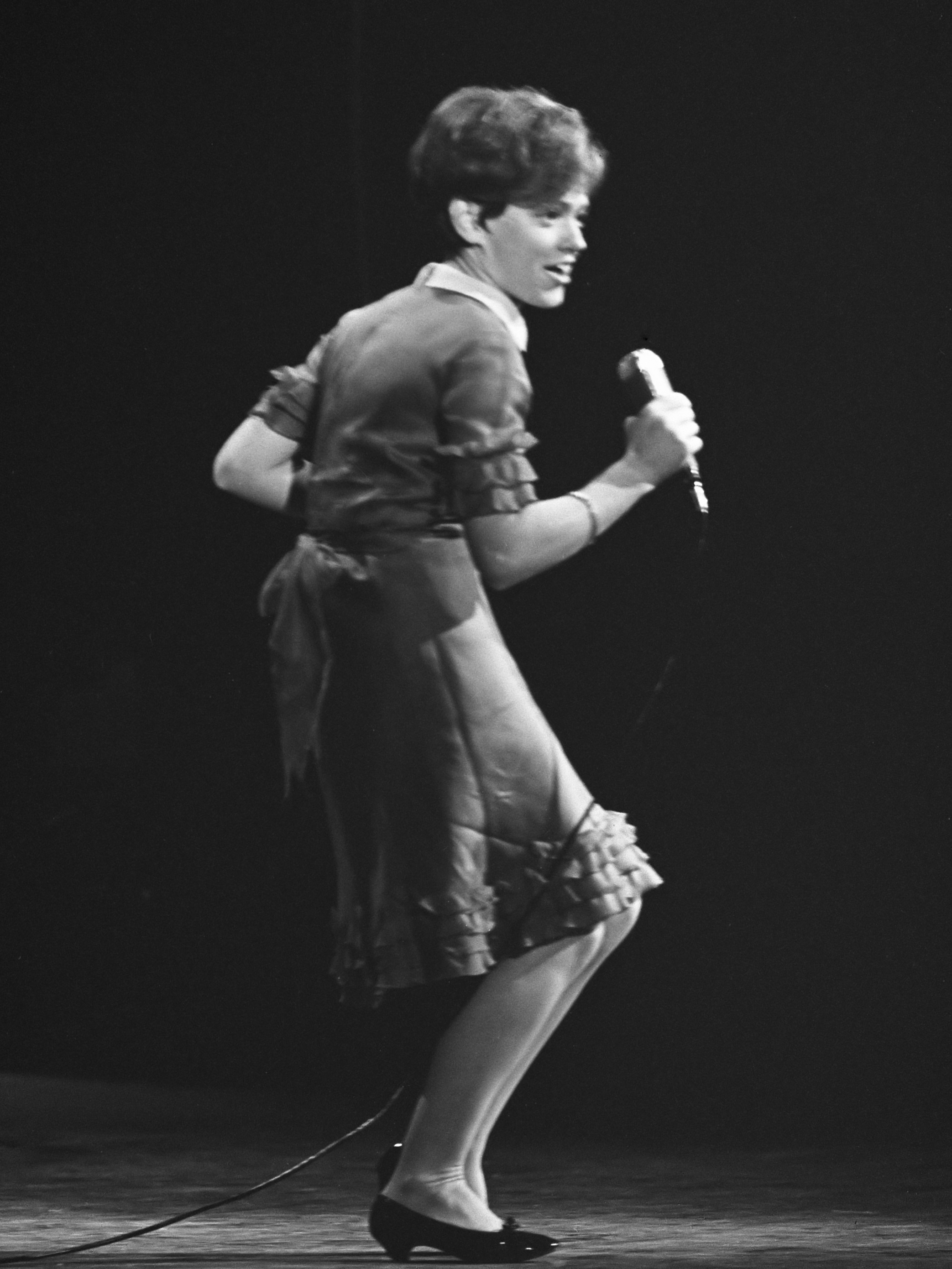
Zangeres en actrice Rita Pavone (1945)

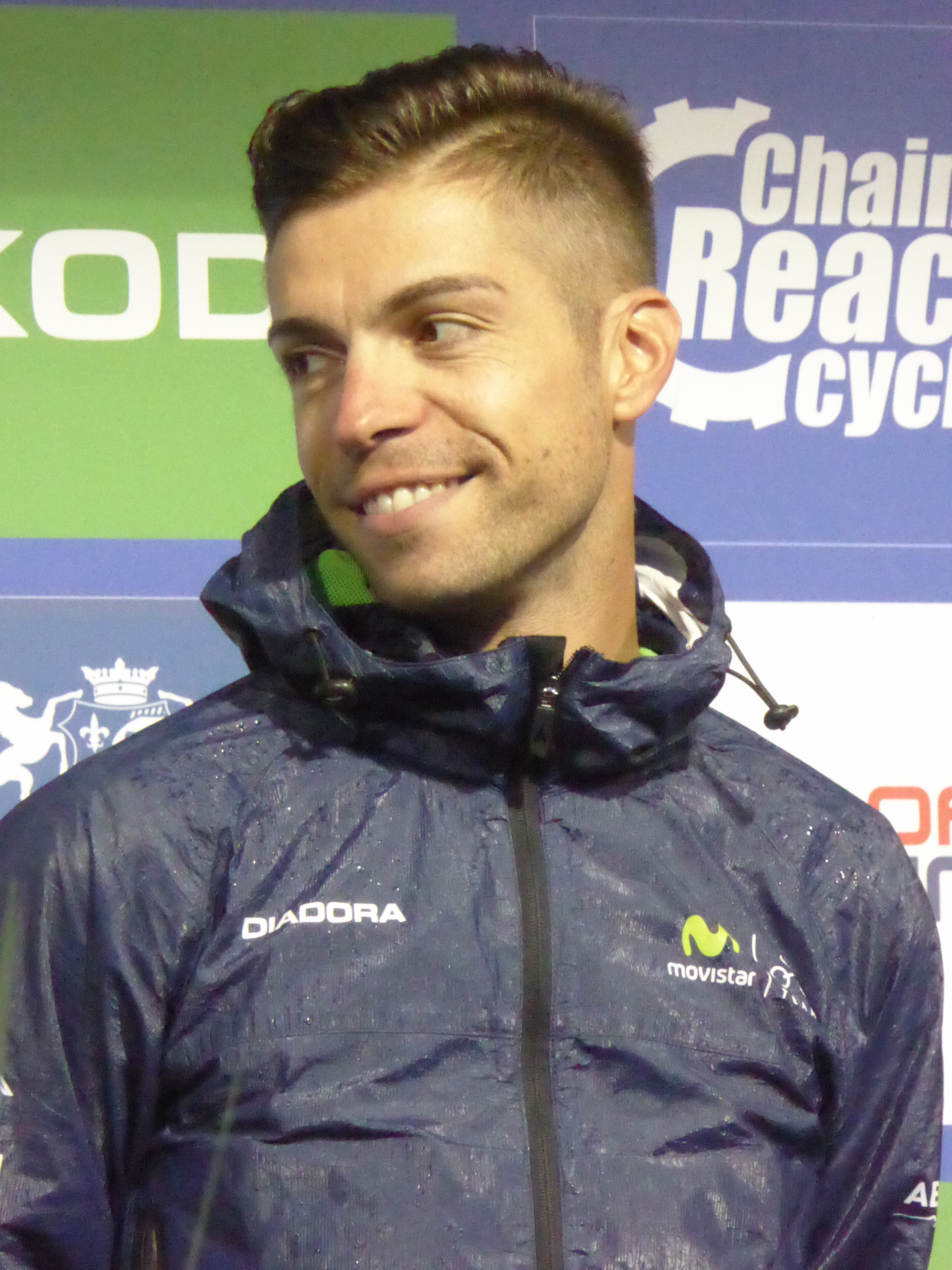
Wielrenner Giovanni Visconti (1983)

### A
- Carlo Abate (1932-2019), autocoureur
- Robert Acquafresca (1987), voetballer
- Gigi d'Agostino (1967), deejay en producer
- Marisa Allasio (1936), actrice
- Carlo Allioni (1728-1804), fysicus en professor in de plantkunde
- Giuliano Amato (1938), politicus
- Franco Andreone (1961), herpetoloog
- Amadeus van Aosta (1898-1942), hertog van Aosta
- Amedeo Avogadro (1776-1856), natuur- en scheikundige

### B
- Francesco Bagnaia (1997), motorcoureur
- Giacomo Balla (1871-1958), schilder
- Federico Balzaretti (1981), voetballer
- Alessandro Barbero (1959), historicus en schrijver
- Antonio Barreca (1995), voetballer
- Alessandro Baricco (1958), schrijver
- Livio Berruti (1939), atleet
- Roberto Bettega (1950), voetballer
- Gianfranco Brancatelli (1950), autocoureur
- Manlio Brosio (1897-1980), advocaat, diplomaat, politicus en secretaris-generaal van de NAVO (1964-1970)
- Carla Bruni (1967), Frans model en zangeres
- Fred Buscaglione (1921-1960), singer-songwriter en acteur
- Alessandro Buongiorno (1999), voetballer

### C
- Giancarlo Camolese (1961), voetballer en voetbaltrainer
- Fabio Carta (1977), shorttracker
- Camillo Benso di Cavour (1810-1861), staatsman (Risorgimento) en eerste premier van het nieuwe koninkrijk Italië
- Maurizio Carnino (1975) langebaanschaatser en shorttracker
- Fabio Cerutti (1985), atleet
- Giovanni Cheli (1918-2013), geestelijke en kardinaal
- Carlo Chenis (1954-2010), bisschop
- Gianpiero Combi (1902-1956), voetballer
- Nadia Cortassa (1978), triatlete

### D
- Nino Defilippis (1932-2010), wielrenner
- Francesco Dracone (1983), autocoureur
- Carlo Dusio (1922-2006), Formule 1-coureur

### E
- Ludovico Einaudi (1955), pianist en componist

### F
- Loris Facci (1983), zwemmer
- Cesare Facciani (1906-1938), wielrenner
- Giuseppe Farina (1906-1966), autocoureur
- Elena Belci-Dal Farra (1964), langebaanschaatsster
- Fabio Felline (1990), wielrenner
- Félix Fénéon (1861-1944), Frans kunstcriticus, journalist en tijdschriftendirecteur
- Ernesto Ferrero (1938-2023), Italiaans schrijver, linguïst en literatuurcriticus
- Alex Fiorio (1965), rallyrijder
- Vittorio Foa (1910-2008), politicus, schrijver, journalist, vakbondsbestuurder, verzetsstrijder
- Dario Frigo (1973), wielrenner

### G
- Marcello Gandini (1938-2024), autodesigner
- Giulia Gatto-Monticone (1987), tennisspeelster
- Federico Gay (1896-1989), wielrenner
- Carlo Ginzburg (1939), cultuurhistoricus
- Vincenzo Gioberti (1801-1852), filosoof, schrijver en politicus
- Paolo Giordano (1982), schrijver
- Sebastian Giovinco (1987), voetballer
- Matteo Gonella (1811-1870), kardinaal
- Massimo Gramellini (1960), romanschrijver en journalist

### I
- Umberto I van Italië (1844-1900), koning van Italië
- Victor Emanuel II van Italië (1820-1878), koning van Sardinië en van Italië

### L
- Joseph-Louis Lagrange (1736-1813), wiskundige
- Marla Landi (1933), Britse actrice van Italiaanse afkomst
- Eric Lanini (1994), voetballer
- Gianluca Lapadula (1990), voetballer
- Domenico Lenarduzzi (1936-2019), ambtenaar van de Europese Unie
- Carlo Levi (1902-1975), Joods schrijver en kunstschilder
- Primo Levi (1919-1987), Joods schrijver
- Rita Levi-Montalcini (1909-2012), neurologe (had een dubbele nationaliteit; zowel de Italiaanse alsook de Amerikaanse) en Nobelprijswinnares (1986)
- Giorgio Lops (1974), voetbalscheidsrechter
- Salvador Luria (1912-1991), Italiaans-Amerikaans microbioloog en Nobelprijswinnaar (1969)

### M
- Erminio Macario (1902-1980), acteur
- Claudio Marchisio (1986), voetballer
- Carlo Maria Martini (1927), kardinaal
- Luca Marrone (1990), voetballer
- Enrico Martino (1960), fotograaf en journalist
- Ruggero Mastroianni (1929-1996), filmeditor en acteur (broer van Marcello Mastroianni)
- Sandro Mazzola (1942), voetballer
- Giovanni Michelotti (1921-1980), auto-ontwerper
- Alessandro Miressi (1998), zwemmer
- Gino Munaron (1928-2009), Formule 1-coureur

### P
- Rita Pavone (1945), actrice en zangeres
- Aurelio Peccei (1908-1984), industrieel en oprichter van de Club van Rome
- Andrea Pininfarina (1957-2008), carrosserieontwerper
- Mario Più (1965), dj/producer
- Vittorio Pozzo (1886-1968), voetbaltrainer

### R
- Alberto Radicati (1698-1737), graaf van Passerano en historicus
- Renato Rascel (1912-1991), zanger en acteur
- Agostino Richelmy (1850-1923), geestelijke en kardinaal
- Franco Rol (1908-1977), Formule 1-coureur
- Roberto Rolfo (1980), motorcoureur
- Fausto Rossi (1990), voetballer
- Medardo Rosso (1858-1928), beeldhouwer
- Alfredo Russo (1968), kok

### S
- Cesare Salvadori (1941-2021), schermer
- Bruno Santanera (1937), uitvinder
- Karel Emanuel IV van Sardinië (1751-1819), koning van Sardinië
- Karel Felix van Sardinië (1765-1839), koning van Sardinië
- Victor Amadeus III van Sardinië (1726-1796), koning van Sardinië
- Margaretha van Savoye (1851-1926), koningin van Italië
- Maria Adelheid van Savoye (1685-1712), moeder van de Franse koning Lodewijk XV van Frankrijk
- Maria Louise van Savoye (1749-1792), prinses van Lamballe en hofdame
- Maria Pia van Savoye (1847-1911), prinses van Savoye en koningin van Portugal
- Ludovico Scarfiotti (1933-1968), Formule 1-coureur
- Domenico Siniscalco (1954), econoom, politicus
- Amadeus I van Spanje (1845-1890), koning van Spanje
- Piero Sraffa (1898-1983), econoom
- Stefano Ludovico Straneo (1902-1997), entomoloog

### T
- Valeria Bruni Tedeschi (1964), Frans actrice en cineaste
- Umberto Tozzi (1952), zanger
- Hercule Louis Turinetti, (1658-1726), landvoogd van de Oostenrijkse Nederlanden

### V
- Gianni Vattimo (1936-2023), filosoof en politicus
- Piero Valenzano (1925-1955), Formule 1-coureur
- Giovanni Visconti (1983), wielrenner

### Z
- Sergio Zaniboni (1937-2017), stripauteur
- Italo Zilioli (1941), wielrenner